# الشرطة التونسية

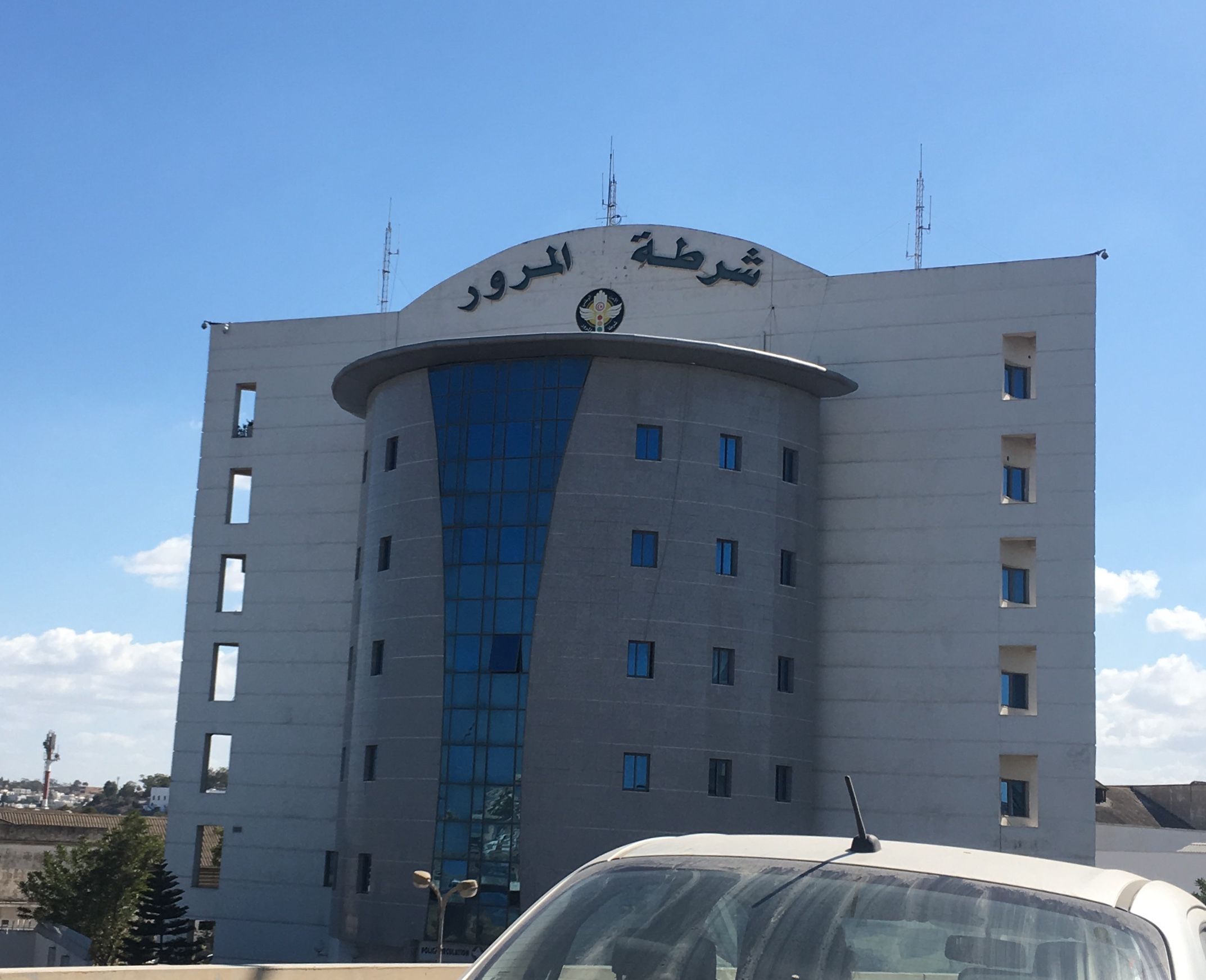
مقر شرطة المرور في تونس العاصمة.

الشرطة الوطنية التونسية أو الأمن الوطني (بالفرنسية: Police tunisienne)‏ هي إحدى هياكل قوات الأمن الداخلي التونسية ترجع بالنظر إلى وزارة الداخلية ، وهي مكلفة أساسا بحفظ الأمن و النظام في داخل المدن و الحواضر الكبرى بالجمهورية التونسية.
المدير العام الحالي للأمن الوطني هو مراد سعيدان.

## قائمة الرتب[2]
تنقسم رتب الأمن الوطني كما يلي
| السلك الفرعي              | الهيئة | الرتبة                         | الرتبة |
| ------------------------- | --- | ------------------------------ | ------ |
| السلك الفرعي للزي المدني  | هيئة محافظو الشرطة | محافظ شرطة عام من الصنف الأول  |        |
| السلك الفرعي للزي المدني  | هيئة محافظو الشرطة | محافظ شرطة عام من الصنف الثاني |        |
| السلك الفرعي للزي المدني  | هيئة محافظو الشرطة | محافظ شرطة أعلى                |        |
| السلك الفرعي للزي المدني  | هيئة محافظو الشرطة | محافظ شرطة أول                 |        |
| السلك الفرعي للزي المدني  | هيئة محافظو الشرطة | محافظ شرطة                     |        |
| السلك الفرعي للزي المدني  | هيئة ضباط الشرطة | ضابط شرطة أول                  |        |
| السلك الفرعي للزي المدني  | هيئة ضباط الشرطة | ضابط شرطة                      |        |
| السلك الفرعي للزي المدني  | هيئة ضباط الشرطة | ضابط شرطة مساعد                |        |
| السلك الفرعي للزي المدني  | هيئة مفتشي الشرطة | مفتش شرطة أول                  |        |
| السلك الفرعي للزي المدني  | هيئة مفتشي الشرطة | مفتش شرطة                      |        |
| السلك الفرعي للزي النظامي | هيئة ضباط الأمن: تنقسم إلى: الضباط السامون: تضم رتب: -عميد - عقيد - مقدم - رائد الضباط الأعوان: تضم رتب: - نقيب - ملازم أول -ملازم | عميد                           |        |
| السلك الفرعي للزي النظامي | هيئة ضباط الأمن: تنقسم إلى: الضباط السامون: تضم رتب: -عميد - عقيد - مقدم - رائد الضباط الأعوان: تضم رتب: - نقيب - ملازم أول -ملازم | عقيد                           |        |
| السلك الفرعي للزي النظامي | هيئة ضباط الأمن: تنقسم إلى: الضباط السامون: تضم رتب: -عميد - عقيد - مقدم - رائد الضباط الأعوان: تضم رتب: - نقيب - ملازم أول -ملازم | مقدم                           |        |
| السلك الفرعي للزي النظامي | هيئة ضباط الأمن: تنقسم إلى: الضباط السامون: تضم رتب: -عميد - عقيد - مقدم - رائد الضباط الأعوان: تضم رتب: - نقيب - ملازم أول -ملازم | رائد                           |        |
| السلك الفرعي للزي النظامي | هيئة ضباط الأمن: تنقسم إلى: الضباط السامون: تضم رتب: -عميد - عقيد - مقدم - رائد الضباط الأعوان: تضم رتب: - نقيب - ملازم أول -ملازم | نقيب                           |        |
| السلك الفرعي للزي النظامي | هيئة ضباط الأمن: تنقسم إلى: الضباط السامون: تضم رتب: -عميد - عقيد - مقدم - رائد الضباط الأعوان: تضم رتب: - نقيب - ملازم أول -ملازم | ملازم أول                      |        |
| السلك الفرعي للزي النظامي | هيئة ضباط الأمن: تنقسم إلى: الضباط السامون: تضم رتب: -عميد - عقيد - مقدم - رائد الضباط الأعوان: تضم رتب: - نقيب - ملازم أول -ملازم | ملازم                          |        |
| السلك الفرعي للزي النظامي | هيئة رتباء الأمن | ناظر أمن أول                   |        |
| السلك الفرعي للزي النظامي | هيئة رتباء الأمن | ناظر أمن                       |        |
| السلك الفرعي للزي النظامي | هيئة رتباء الأمن | ناظر أمن مساعد                 |        |
| السلك الفرعي للزي النظامي | هيئة رتباء الأمن | حافظ أمن                       |        |
| السلك الفرعي للزي النظامي | هيئة رقباء الأمن | رقيب أمن أول                   |        |
| السلك الفرعي للزي النظامي | هيئة رقباء الأمن | رقيب أمن                       |        |